# Victory Road 2006
Victory Road 2006 è stata la seconda edizione del pay-per-view prodotto dalla federazione Total Nonstop Action Wrestling (TNA). L'evento si è svolto il 16 luglio 2006 presso la IMPACT! Zone di Orlando in Florida.

## Risultati
| #  | Risultati | Stipulazioni                                                                                                 | Durata           |
| -- | --- | --- | ---------------- |
| 1  | Johnny Devine (con Alex Shelley) ha sconfitto Shark Boy | Single match                                                                                                 | 03:30 Dark match |
| 2  | The Naturals (Chase Stevens e Andy Douglas) (con Shane Douglas) hanno sconfitto The Diamonds in the Rough (Elix Skipper e David Young) (con Simon Diamond) | Tag team match                                                                                               | 05:27            |
| 3  | Monty Brown vs. Rhino finisce in no contest | Single match                                                                                                 | 04:56            |
| 4  | The Latin American Xchange (Homicide e Hernandez) (con Konnan) hanno sconfitto Sonjay Dutt e Ron Killings                                                  | Tag team match                                                                                               | 10:07            |
| 5  | Senshi (c) ha sconfitto Kazarian | Single match per il titolo TNA X Division Championship                                                       | 11:19            |
| 6  | Raven ha sconfitto Larry Zbyszko | Hair vs. hair match                                                                                          | 03:48            |
| 7  | Chris Sabin e Jay Lethal hanno sconfitto The Paparazzi (Kevin Nash e Alex Shelley) (con Johnny Devine)                                                     | Tag team match                                                                                               | 09:07            |
| 8  | The James Gang (B.G. James e Kip James) ed Abyss (con Father James Mitchell) hanno sconfitto il Team 3D (Brother Ray, Brother Devon e Brother Runt)        | Six-man tag team match                                                                                       | 10:24            |
| 9  | Sirelda, A.J. Styles e Christopher Daniels (c) hanno sconfitto Gail Kim e America's Most Wanted (Chris Harris e James Storm)                               | Mixed tag team match per il titolo NWA World Tag Team Championship                                           | 11:52            |
| 10 | Sting ha sconfitto Scott Steiner, Samoa Joe e Christian Cage                                                                                               | Road to Victory match per determinare il contendente numero uno al titolo NWA World Heavyweight Championship | 14:09            |
|    | (c) = campione in carica al momento dell'inizio del match                                                                                                  | |                  |